# Campionati europei di sollevamento pesi 2025 - 55 kg femminile
Le gare di sollevamento pesi della categoria fino a 55 kg femminile — pesi piuma — dei campionati europei del 2025 si sono svolte dal 13 al 14 aprile 2025 a Chișinău presso la Chișinău Arena.

## Programma
L'orario indicato corrisponde a quello moldavo (UTC+03:00)
| Data           | Orario | Evento   |
| -------------- | ------ | -------- |
| 13 aprile 2025 | 13:00  | Gruppo B |
| 14 aprile 2025 | 16:00  | Gruppo A |

## Medagliate
Per ciascun esercizio, le prime tre classificate sono le seguenti:
| Esercizio | Oro                   | Oro    | Argento               | Argento | Bronzo                | Bronzo |
| --------- | --------------------- | ------ | --------------------- | ------- | --------------------- | ------ |
| Strappo   | Ol'ha Ivženko         | 93 kg  | Garance Rigaud        | 92 kg   | Cansel Özkan          | 91 kg  |
| Slancio   | Alek‘sandra Grigoryan | 117 kg | Garance Rigaud        | 113 kg  | Celine Ludovica Delia | 111 kg |
| Totale    | Garance Rigaud        | 205 kg | Alek‘sandra Grigoryan | 202 kg  | Ol'ha Ivženko         | 201 kg |

## Record
Prima di questa competizione, i record mondiali ed europei esistenti erano i seguenti:
| Record mondiale | Strappo | Kang Hyon-gyong  | 104 kg | Tashkent, Uzbekistan | 4 febbraio 2024  |
| Record mondiale | Slancio | Kang Hyon-gyong  | 131 kg | Phuket, Thailandia   | 2 aprile 2024    |
| Record mondiale | Totale  | Kang Hyon-gyong  | 234 kg | Phuket, Thailandia   | 2 aprile 2024    |
| Record europeo  | Strappo | Europeo standard | 98 kg  | —                    | 1º novembre 2018 |
| Record europeo  | Slancio | Europeo standard | 122 kg | —                    | 1º novembre 2018 |
| Record europeo  | Totale  | Europeo standard | 216 kg | —                    | 1º novembre 2018 |

## Risultati
| Pos. | Atleta                      | Gr. | Peso atleta | Strappo (kg) | Strappo (kg) | Strappo (kg) | Strappo (kg) | Slancio (kg) | Slancio (kg) | Slancio (kg) | Slancio (kg) | Totale   |
| Pos. | Atleta                      | Gr. | Peso atleta | 1            | 2            | 3            | Pos.         | 1            | 2            | 3            | Pos.         | Totale   |
| ---- | --------------------------- | --- | ----------- | ------------ | ------------ | ------------ | ------------ | ------------ | ------------ | ------------ | ------------ | -------- |
|      | Garance Rigaud (FRA)        | A   | 54.45       | 88           | 91           | 92           |              | 107          | 111          | 113          |              | 205      |
|      | Alek‘sandra Grigoryan (ARM) | A   | 54.95       | 85           | 85           | 88           | 6            | 117          | 121          | 121          |              | 202      |
|      | Ol'ha Ivženko (UKR)         | A   | 55.00       | 89           | 91           | 93           |              | 105          | 108          | 111          | 5            | 201      |
| 4    | Celine Ludovica Delia (ITA) | A   | 55.00       | 87           | 90           | 92           | 4            | 110          | 111          | 117          |              | 201      |
| 5    | Cansel Özkan (TUR)          | A   | 55.00       | 87           | 90           | 91           |              | 103          | 106          | 109          | 4            | 200      |
| 6    | Izabella Yaylyan (ARM)      | A   | 55.00       | 85           | 88           | 90           | 5            | 103          | 108          | 108          | 8            | 193      |
| 7    | Julija Kascianiova (AIN)    | A   | 54.85       | 80           | 84           | 84           | 9            | 98           | 98           | 101          | 10           | 185      |
| 8    | Burcu Alıcı (TUR)           | A   | 54.85       | 80           | 84           | 86           | 8            | 100          | 100          | 100          | 11           | 184      |
| 9    | Rebekka Tao Jacobsen (NOR)  | A   | 55.00       | 77           | 79           | 81           | 11           | 101          | 104          | 108          | 6            | 183      |
| 10   | Nicoleta Cojocaru (MDA)     | B   | 54.60       | 79           | 83           | 84           | 10           | 99           | 103          | 109          | 7            | 182      |
| 11   | Marlous Schuilwerve (NED)   | B   | 54.65       | 80           | 84           | 70           | 7            | 93           | 96           | 97           | 12           | 181      |
| 12   | Anette Kirkanen (FIN)       | B   | 54.80       | 74           | 78           | 80           | 12           | 90           | 95           | 95           | 15           | 168      |
| 13   | Estefania Dobre (ROU)       | B   | 54.95       | 75           | 79           | 79           | 13           | 90           | 93           | 98           | 14           | 168      |
| 14   | Diana Nygren Brogaard (DEN) | B   | 54.20       | 68           | 70           | 72           | 14           | 87           | 90           | 90           | 16           | 159      |
| 15   | Maelle Maes (BEL)           | B   | 54.90       | 67           | 70           | 70           | 16           | 83           | 86           | 88           | 17           | 156      |
| 16   | Serife Ustuner (CYP)        | B   | 53.65       | 64           | 67           | 70           | 15           | 83           | 86           | 89           | 18           | 156      |
| 17   | Margarida Pontes (POR)      | B   | 53.50       | 58           | 64           | 67           | 17           | 82           | 86           | 90           | 19           | 140      |
| —    | Sol Anette Waaler (NOR)     | A   | 54.85       | 81           | 81           | 81           | —            | 98           | 101          | 104          | 9            | —        |
| —    | Cintia Árva (HUN)           | B   | 52.35       | 72           | 72           | 72           | —            | 95           | 98           | 100          | 13           | —        |
| —    | Sandra Jensen (DEN)         | B   | ritirata    | ritirata     | ritirata     | ritirata     | ritirata     | ritirata     | ritirata     | ritirata     | ritirata     | ritirata |